# Eugène van Gelder
Eugène van Gelder (Sint-Gillis, 24 juni 1856 -  Schaarbeek, 21 maart 1920) was een Belgische kunstenaar en tekenaar uit de negentiende eeuw.

## Levensloop
Geboren Eugenius Josephus Adolphius Samyn. Erkend bij huwelijk op 16 januari 1860 (Brussel) door Emile van Gelder. Hij genoot een opleiding aan de academie van Brussel van 1871-1874 en van 1877-1878.  Hij was een leerling van Jan Frans Portaels. Zijn voorkeur ging uit naar genretaferelen.
In 1886 heeft Eugène van Gelder deelgenomen aan een expositie in Berlijn. Waarschijnlijk heeft hij rond 1891 ook deelgenomen aan de XIVe tentoonstelling van L'Essor. Hij was lid van Cercle des Aquarellistes et des Aquafortistes Belges. 
- RKD-Nederlands Instituut voor Kunstgeschiedenis: 91025
- Union List of Artist Names: 500141190
- Virtual International Authority File: 96649753